# Steganacarus wallworki
Steganacarus wallworki är en kvalsterart som beskrevs av Sandór Mahunka 1984. Steganacarus wallworki ingår i släktet Steganacarus och familjen Phthiracaridae. Inga underarter finns listade i Catalogue of Life.